# Человек по имени Тигр
«Человек по имени Тигр» (англ. A Man Called Tiger, кит. трад. 冷面虎, палл. Лэн мянь ху, буквально: «Тигр с холодным выражением лица») — гонконгский приключенческий боевик 1973 года режиссёра и сценариста Ло Вэя с участием Джимми Ван Юя. Съёмки фильма проходили в Японии.

## Сюжет
Цзинь Ху прибывает в Киото, чтобы разобраться в обстоятельствах смерти своего отца, Цзинь Кэцяна. В баре он знакомится с певицей Масако, защитив её от людей Акифуми Симидзу. Парень также встречается с Эми, дочерью хозяина бара.
На обратном пути в апартаменты на Цзинь Ху нападают бандиты Симидзу. Тем не менее парню удаётся уйти после вмешательства Чжан Лихуа, женщины-авторитета, которая влюбляется в молодого человека. Она знакомит его со своим боссом, Симидзу, который вскоре предоставляет новому другу высокое место в своей организации.
Чтобы произвести впечатление на своего нового босса, Цзинь Ху устраивает беспорядок в ресторане, в котором работает один из учеников его отца, Лю Ханьмин. Находясь в неведении относительно плана Цзинь Ху, Ханьмин принимает его за предателя. Однако вскоре он выясняет, что причина такого поведения Цзинь Ху — понять, как и почему умер его отец. Решив помочь, Ханьмин внедряется в другую преступную организацию, группу Ямамото.
Ху и Ханьмин узнают, что Цзинь Кэцян разбился насмерть, спрыгнув с крыши клуба «Жемчужина», в котором он проиграл все свои деньги игроку по имени Итиро. Собственность, владельцем которой был Кэцян, перешла по сделке к Ямамото, владельцу клуба.
Цзинь Ху полон решимости выяснить, кто такой Итиро. Между тем человек из Кюсю готовится сыграть на большие ставки в «Жемчужине». Игрок привлекает внимание Симидзу и Ямамото, которые нанимают опытных метателей костей для грядущей игры. Цзинь Ху посещает мероприятие в качестве одного из телохранителей.
Через одну из любовниц Ямамото Цзинь Ху выясняет, что собственность его отца была продана Ямамото через посредника в лице некого Акиёси Хасэ. Во время игры Цзинь Ху полагает, что другой телохранитель, работающий на Симидзу, является отцом Масако, а Эми — дочь Акиёси по прозвищу Итиро.
Оба этих человека погибают в ходе разразившейся схватки между Цзинь Ху и людьми Ямамото. Лю Ханьмин также преуспевает в противостоянии с людьми Симидзу.
Узнав, что в смерти отца стоит винить Симидзу, Ху гонится за преступным боссом на крышу клуба. Там Цзинь Ху наносит удар Симидзу, который выносит его с крыши «Жемчужины», и тот разбивается насмерть.

## В ролях
| Актёр          | Роль                     |
| -------------- | ------------------------ |
| Ван Юй         | Цзинь Ху                 |
| Кавай Окада    | Масако Ёсида             |
| Юко Минакадзэ  | Чжан Лихуа               |
| Рэйко Касахара | Рэйко Ока                |
| Мария И        | Эми Хасэ                 |
| Джеймс Тянь    | Лю Ханьмин               |
| Тянь Фэн       | Тосихико Ямамото         |
| Гэн Вакасуги   | Акифуми Симидзу          |
| Дайсукэ Накако | Рёхэй Ёсида              |
| Хань Инцзе     | Линь Маолан              |
| Ли Куань       | Сяо Ли                   |
| Ло Вэй         | Миямото                  |
| Цзинь Шань     | Таро Сано                |
| Сяо Иньфан     | Акиёси Хасэ / Итиро Кюси |

## Съёмочная группа
- Компания: Golden Harvest
- Продюсер: Рэймонд Чоу
- Режиссёр и сценарист: Ло Вэй
- Ассистент режиссёра: У Ши
- Постановка боевых сцен: Хань Инцзе
- Монтажёр: Чжан Яоцзун
- Дизайнер по костюмам: Чю Синхэй
- Оператор: Чэнь Цинцюй
- Композитор: Джозеф Ку

## Прокат и сборы
Старт показов кинофильма на больших экранах Гонконга имел место 1 февраля 1973 года. По итогам кинопроката, закончившегося 16 февраля того же года, «Человек по имени Тигр» заработал 2 034 591,3 HK$, благодаря чему лента заняла седьмую позицию в списке самых кассовых кинофильмов в прокате Гонконга за 1973 год.

## Отзывы
Представитель сайта Silver Emulsion Film Reviews, Уилл Коуф, даёт киноленте среднюю оценку. С одной стороны, критик положительно оценивает работу режиссёра Ло Вэя и постановщика трюков Хань Инцзе по сокрытию недостатка боевых навыков Ван Юя на экране и восторженно отзывается о поединках, имеющих место примерно в середине фильма (сцены, в которых герой Ван Юя сражается, попав в засаду, и схватка на канатной дороге). С другой стороны, сюжет фильма, с его точки зрения, «достаточно запутанный», а в целом для Коуфа «Человек по имени Тигр» представляется «скучным».
Автор рецензии на сайте The Spinning Image, Эндрю Прагасам, излагает неоднозначные ощущения. По его мнению «небрежная режиссура» создаёт из многообещающего сюжета путаницу, а выступление Ван Юя делает из Цзинь Ху «довольно неприветливого героя». При этом, по словам критика, фильм «снят в цветах комиксов с пышными натурными съёмками», а «подвижная операторская работа дополняет энергичную постановку боёв, которая выставляет Джимми Ван Юя наиболее атлетичным». Музыкальные номера, исполненные Масако Ёсида, Прагасам видит «приятными».